# رامون دووالون
رامون دووالون (اسپانیایی: Ramón Duvalón‎؛ زادهٔ ۳۱ اوت ۱۹۵۴) بوکسور اهل کوبا بود.